# صوتيات تحت مائية

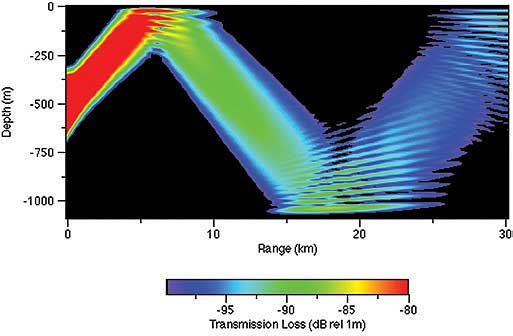
ناتج نموذج حاسوبي لانتشار الصوت تحت الماء في بيئة محيطية مبسطة

صوتيات تحت الماء هي دراسة انتشار الصوت في الماء وتفاعل الأمواج الميكانيكية التي تشكل الصوت مع الماء ومحتوياته وحدوده. وتشمل المياه تلك الموجودة في المحيط أو البحيرة أو النهر أو الخزان. الترددات النموذجية المرتبطة للصوتيات تحت الماء تكون ما بين 10 هرتز و1 ميغاهيرتز. إن انتشار الصوت في المحيطات على ترددات أقل من 10 هرتز عادة ما يكون غير ممكن دون اختراق عميق في قاع البحر، في حين أن الترددات فوق 1 نادراً ما تستخدم ميغاهيرتز لأنها تمتص بسرعة كبيرة. تُعرف الصوتيات تحت الماء أحيانًا باسم الصوتيات المائية.
يرتبط مجال الصوتيات تحت الماء عن كثب إلى عدد من المجالات الأخرى للدراسات الصوتية، بما في ذلك السونار، المبدل، معالجة الإشارات الصوتية، علم المحيطات الصوتية، علم الصوتيات الحيوية، والصوتيات الفيزيائية.